# Janusz Mucha
Janusz Mucha (ur. 18 lipca 1949 w Krakowie) – polski socjolog, profesor nauk humanistycznych.

## Życie i działalność naukowa
W 1972 ukończył studia socjologiczne na Uniwersytecie Jagiellońskim na seminarium Piotra Sztompki, a rok później filozoficzne tej samej uczelni na seminarium Zbigniewa Kuderowicza. W 1976 obronił rozprawę doktorską z zakresu socjologii. Habilitował się w 1986 na podstawie dorobku naukowego oraz rozprawy Socjologia jako krytyka społeczna. W 1993 uzyskał tytuł profesorski.
W latach 1990–2005 był pracownikiem Instytutu Socjologii Uniwersytetu Mikołaja Kopernika w Toruniu, gdzie pozostawił po sobie grono uczniów takich jak: (Tomasz Szlendak i Paweł Załęcki). W latach 2002–2003 stypendysta Programu Fulbrighta na Indiana University South Bend (USA). W latach 2012–2015 był dziekanem Wydziału Humanistycznego AGH w Krakowie. Członek Collegium Invisibile.
W 2008 pod jego kierunkiem stopień naukowy doktora uzyskała Magdalena Krysińska-Kałużna.
Przewodniczący Komitetu Badań nad Migracjami PAN.

## Publikacje
- 1978: Konflikt i społeczeństwo. Z problematyki konfliktu społecznego we współczesnych teoriach zachodnich
- 1985: C. Wright Mills
- 1986: Socjologia jako krytyka społeczna. Orientacja radykalna i krytyczna we współczesnej socjologii zachodniej
- 1992: Cooley
- 1996: Codzienność i odświętność. Polonia w South Bend
- 2005: Oblicza etniczności. Studia teoretyczne i empiryczne
- 2006: Stosunki etniczne we współczesnej myśli socjologicznej
- 2009: Uspołeczniona racjonalność technologiczna. Naukowcy z AGH wobec cywilizacyjnych wyzwań i zagrożeń współczesności